# Ultimo antenato comune universale

Un cladogranma che collega tutti i gruppi importanti di organismi viventi al LUA (il tronco (segmento) nero nella parte inferiore). Questo grafico è derivato dalla sequenza del RNA ribosomico.

Quella dell'ultimo antenato comune universale, in lingua inglese last universal common ancestor (acronimo LUCA) o anche last universal ancestor (LUA), è una teoria riguardante il progenitore dal quale tutti gli organismi attuali discenderebbero. In quanto tale, l'organismo in questione rappresenterebbe l'antenato comune più recente (MRCA) dell'insieme di tutti gli attuali organismi viventi. Si stima sia vissuto tra 3,6 e 4,2 miliardi di anni fa.
Così come è il progenitore comune più recente di tutto l'insieme degli esseri viventi attuali, probabilmente lo è anche di tutti quelli conosciuti come fossili, sebbene non si possa scartare teoricamente il fatto che si possano identificare resti di altri esseri viventi della sua stessa o maggiore arcaicità.

## Le ipotesi

Un cladogramma che collega tutti gli organismi viventi di cui è stato sequenziato completamente il genoma al LUA - il tronco nero nel centro.

Ai tempi in cui venne concepita la teoria LUCA, la costruzione dei cladogrammi basata sulla distanza genetica di tutte le cellule viventi indicò che ci fu una separazione iniziale tra gli Archaea e il resto delle forme viventi. Ciò si ricavò dal fatto che, in quegli anni, tutti gli Archaea conosciuti erano altamente resistenti a condizioni ambientali estreme quali l'elevata salinità, temperatura o acidità, portando alcuni scienziati a sostenere che l'ultimo antenato comune universale si sviluppò in aree quali quelle in corrispondenza dei black smokers dei fondali oceanici, dove ancora oggi prevalgono tali condizioni estreme. Però gli Archea sono stati scoperti diffusamente anche in ambienti meno ostili e adesso molti biologi li ritengono maggiormente correlati agli Eukaryota piuttosto che ai Bacteria, sebbene ciò sia ancora materia di dibattito.
È possibile che tutti i contemporanei dei LUCA si siano estinti e che sia sopravvissuta attualmente solamente la loro eredità genetica. Questa ipotesi ignora però la possibilità del trasferimento genico orizzontale comune nei procarioti. Carl Woese sostenne che in realtà non esistette alcun organismo individuale che potesse essere considerato un LUCA, ma piuttosto che l'eredità genetica di tutti i moderni organismi sarebbe derivata da una comunità di organismi antenati.

## Concezioni erronee
LUCA non significa:
1. Che sia il primo vivente esistito e che in principio esisteva soltanto questo organismo.
2. L'organismo attuale più prossimo per le sue caratteristiche all'antenato comune.

## Trasferimento genico orizzontale (TGO)
Il Trasferimento genico orizzontale è un fattore di confusione potenziale quando si inferisce da un albero filogenetico basato sulla sequenza di un gene. Per esempio, dati due batteri lontanamente relazionati che hanno interscambiato un gene, un albero filogenetico (che includa entrambe le specie) mostrerebbe che sono strettamente relazionati, ammesso che il gene sia lo stesso, e che molti altri potrebbero avere una divergenza sostanziale. Per questo motivo, a volte si è soliti usare idoneamente altre informazioni per inferire filogenesi più solide, come la presenza o assenza di geni o loro ordinazione, o, più frequentemente, includere un ventaglio di geni più ampio possibile. Alcuni biologi in questi casi sono soliti rappresentare invece che un albero genetico  un cerchio o un anello.
Per esempio, il gene più comune che si può usare per costruire relazioni filogenetiche nei procarioti è il gene del RNAr 16s, ammesso che le sue sequenze siano solite conservarsi fra i membri con relazioni filogenetiche strette, contemporaneamente al fatto che ciò sia sufficientemente variabile affinché possano essere misurate queste differenze. Nonostante questo, ancora negli ultimi anni si è argomentato che anche i geni di RNAr 16s si possano trasferire orizzontalmente. Sebbene ciò sia infrequente, c'è da dubitare riguardo agli alberi filogenetici costruiti a base soltanto di RNAr 16s.
Il biologo Gogarten suggerisce che
 Ciò vale per i microorganismi, specialmente procariotici, fra i quali l'interscambio genico orizzontale è un fenomeno ubiquo, ma negli eucarioti esso è un fenomeno raro, sebbene di grande importanza biologica, e raramente perturba l'interpretazione dei cladogrammi (alberi evolutivi).
"Quando si usa un gene come marcatore filogenetico, è difficile tracciare la filogenesi dell'organismo avendo presente la TGO (trasferimento genico orizzontale). Combinando il modo di coalescenza semplice della cladogenesi con eventi di TGO rari, viene suggerito che non ci fosse stato un unico progenitore comune universale che contenesse tutti i geni ancestrali di quelli che condividono i tre domini della vita. Ogni molecola contemporanea ha la sua propria storia e traccerebbe verso il passato solo il suo proprio progenitore molecolare. Nonostante questo, è probabile che questi antenati molecolari si troverebbero in organismi distinti in diversi momenti". Alternativamente si può immaginare nella chimera genetica il progenitore comune degli eucarioti, che avrebbero ereditato così una parte del suo genoma da ognuno degli antenati distinti.
Doolittle espone una discussione sul concetto di ultimo progenitore universale comune e i problemi che sorgono riguardo a questo concetto quando si considera il trasferimento genico orizzontale. L'articolo copre un'ampia area  - la ipotesi endosimbiotica dell'origine degli eucarioti, l'uso della subunità piccola del RNA ribosomale (SSU rRNA) come misura di distanze evolutive (a measure of evolutionary distances); questo fu il campo nel quale lavorò Carl Woese quando formulò il suo primo "albero della vita" moderno, e i risultati della sua ricerca con l'SSU rRNA fecero sì che venisse proposto l'Archaea come il terzo dominio della vita e altri temi rilevanti. Di fatto, fu mentre stava esaminando la nuova visione nei tre domini della vita che il trasferimento genico orizzontale sorse come un assunto che veniva a complicare la questione:  l'Archaeoglobus fulgidus si cita nell'articolo (p. 76) come un'anomalia rispetto all'albero filogenetico basato sul gene che codifica la HMG-CoA reduttasi; l'organismo in questione è un archeobatterio conosciuto, che ha tutti i suoi lipidi e il meccanismo di trascrizione secondo quanto ci si attende da un archeobatterio, ma i cui geni dell'HMGCoA sono realmente di origine batterica.
Nuovamente nella p. 76, l'articolo continua così:
L'articolo segue:
"Scriverebbe Woese, Il progenitore mai poté essere un organismo in particolare, un'unica linea di organismi. Fu una comunità, una rete allentata, un conglomerato di cellule primitive le quali si evolsero come un'unità ed eventualmente si svilupparono in uno stadio che si smembrò in varie comunità distinte, che a sua volta si convertirono nei tre lignaggi primari (bacteria, archaea e eucarioti). In altre parole, le prime cellule, ognuna delle quali possedevano pochi geni, differiscono in molti modi. Però dal libero interscambio di geni, condivisero molte delle loro capacità con le loro contemporanee. Eventualmente questa collezione di cellule eclettiche e interscambiabili si fusero in tre domini basici conosciuti attualmente. Questi tre domini diventarono riconoscibili perché il trasferimento genetico che succedeva allora continua fra i domini".»